# Xã Indian Creek, Quận Lawrence, Indiana
Xã Indian Creek (tiếng Anh: Indian Creek Township) là một xã thuộc quận Lawrence, tiểu bang Indiana, Hoa Kỳ. Năm 2010, dân số của xã này là 2.775 người.